# Nyckelbild

En nyckelbild kan ses som en bildruta i en filmrulle.

Nyckelbild (nyckelbildruta, nyckelruta) från engelska Key frame inom datoranimation eller tecknad film är en bild som definierar startpunkt eller slutpunkt för en mjuk rörelse. 
En nyckelbild kan ses som en bildruta i en filmrulle. Endast två eller tre nyckelbilder per sekund skapar inte illusionen av rörelse. Därför fylls de mellanliggande bildrutorna med mellanbilder som ger en mjuk rörelse.

Animation med hjälp av nyckelbilder
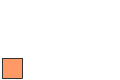
Start-nyckelbild
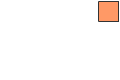
Slut-nyckelbild
Den färdiga animationen, med 18 datorgenererade mellanbilder